# 1620-ті

## Події
- 1621 — перемога польських військ та українських козаків над турецькими військами в битві під Хотином.

- 1613–20 — морські походи козаків на Синоп, Трапезунд, Білгород, Кафу, Стамбул.
- 1625 — Куру́ківський до́говір.